# Joseph Nold
Joseph Nold (* 1861 in Blumenfeld bei Odessa, Russisches Kaiserreich; † nach 1935 in Sibirien, Sowjetunion) war ein russlanddeutscher römisch-katholischer Geistlicher und Märtyrer.

## Leben
Joseph Nold wuchs im Bistum Tiraspol auf. Er studierte Theologie am Priesterseminar Saratow und wurde 1887 zum Priester geweiht. Die Stationen seines Wirkens waren: 1890–1894 Krasna, 1895–1920 Selz, wo er die Kirche mit Figuren der Werkstatt Ferdinand Stuflesser ausstattete, 1921–1928 Blumenfeld, ab 1928 Grünental/Karamin (Dekanat Simferopol). Anfang August 1935 wurde er verhaftet und am 28. August nach Sibirien deportiert. Seitdem ist er verschollen.

## Gedenken
Die Römisch-katholische Kirche in Deutschland nahm Pfarrer Joseph Nold als Märtyrer in das deutsche Martyrologium des 20. Jahrhunderts auf.